# SK Bischofshofen
Der Sportklub Bischofshofen ist ein österreichischer Sportverein aus der Stadt Bischofshofen im Bundesland Salzburg. Die Fußballsektion zählte neben Austria Salzburg und dem Salzburger AK 1914 über drei Jahrzehnte lang zu den besten Fußballvereinen des Bundeslandes Salzburg und gehörte in der Saison 1971/72 der Nationalliga, der damals höchsten österreichischen Spielklasse an.

## Geschichte

### Gründung und Aufstieg in die Tauernliga
Der Verein wurde am 9. April 1935 durch Ausgliederung der Fußballsektion aus dem Fremdenverkehrsverein Bischofshofen unter seinem heutigen Namen gegründet und trägt die Klubfarben Blau und Weiß. Der Gründungsausschuss lautete wie folgt: Franz Lorenz (Obmann), Franz Beer (Obmann-Stv), Matthias Prötsch (Schriftführer), Biechl (Schriftführer-Stv), Eichinger (Kassier), Josef Olbricht (Sektionsleiter), Wenisch (Platz- und Zeugwart), Brandstätter (Jugendleiter), Reiter (Jugendleiter-Stv), Seeber und Maggi (beide Beisitzer). Die Fußballsektion des Fremdenverkehrsvereines bestand seit Juni 1934. Bereits ein Jahr zuvor gab es in Bischofshofen den zur VAFÖ zugehörigen ATV Bischofshofen, welcher erstmals am 10. Juni 1933 in Erscheinung trat und im Zuge des Verbots der Sozialdemokratie und deren Organisationen bereits im Frühjahr 1934 aufgelöst wurde.
Erstmals in Erscheinung traten die Pongauer mit der Teilnahme als erster Vertreter "Innergebirgs" (Pongau, Pinzgau, Lungau) an der Salzburger Nachkriegsmeisterschaft 1945/46. Bischofshofen erreichte in den nächstfolgenden Jahren ausschließlich Plätze im unteren Tabellendrittel, konnte sich aber in der Landesklasse, der damals höchsten Liga für Vereine des Bundeslandes Salzburg, etablieren.

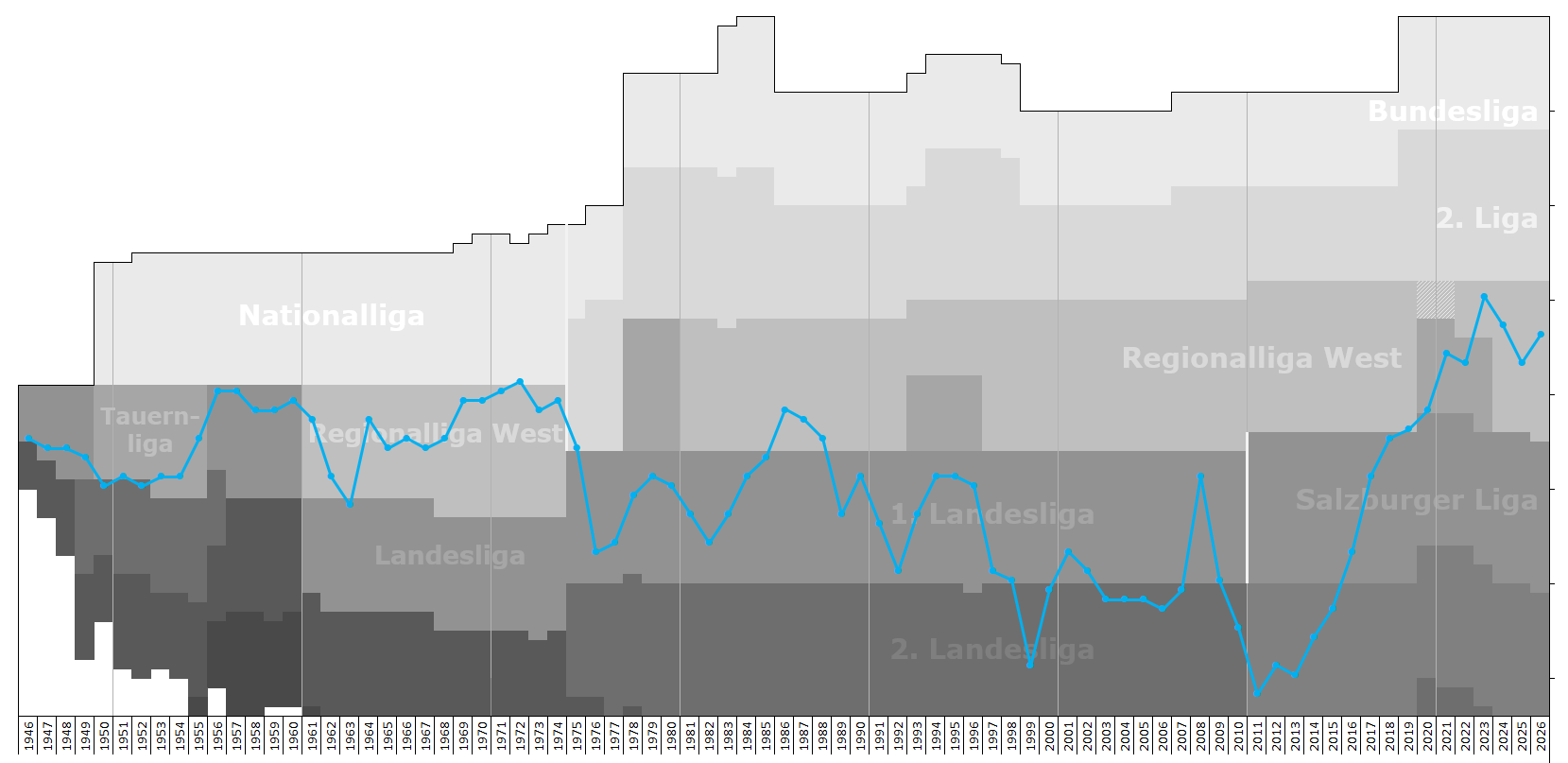
SK Bischofshofen Tabellenplatzierungen

1949 scheiterte der Sportklub mit Rang neun an der Qualifikation zur neu gegründeten Tauernliga. In der Folgesaison 1949/50 errangen die Pongauer den Meistertitel in der 1. (Landes)klasse und schafften damit den erstmaligen Aufstieg in die Zweite Liga Österreichs. Nach dem unmittelbaren Abstieg kehrten die Pongauer mit dem zweiten Meistertitel in der 1. Klasse nach einem Jahr wieder in die Tauernliga zurück und konnten sich von da an erfolgreich in der zweiten Liga festsetzen.
In den 1950er und 1960er Jahren, der Zeit als die besten Salzburger Fußballvereine zwischen dem Amateur- und dem Profibetrieb hin- und herwechselten, hatten die Pongauer ihre ersten großen Erfolge. In der Saison 1955/56 gewannen sie die Meisterschaft der inzwischen geteilten Tauernliga und eroberten damit als erst zweiter "Landverein" nach dem Halleiner AC (1939) den Landesmeistertitel. Während die beiden Qualifikationsspiele zur Staatsliga gegen den Vizemeister der Südgruppe, ASK Klagenfurt jeweils mit 0:2 verloren gingen, gelang im selben Spieljahr als Trost der erstmalige Einzug in das Finale des Salzburger Landescups, das allerdings knapp mit 2:3 der Finalgegner SV Bürmoos für sich entschied. Die Folgesaison 1956/57 schloss der SK Bischofshofen erneut als Meister der Tauernliga Nord ab, verfehlte den Aufstieg in die Staatsliga aber wiederum in den Aufstiegsspielen, in denen die Salzburger ihr Heimspiel gegen den Wolfsberger AC mit 3:1 gewinnen konnten, auswärts in Kärnten aber 1:5 verloren. Dafür feierten die Bischofshofener ihren bis heute einzigen Gewinn des Landespokals mit einem 3:1-Finalerfolg über den ASV Blau-Weiß Salzburg.
Nach Spitzenplätzen in der Tauernliga, stiegen die Pongauer 1962 überraschend in die drittklassige Landesliga ab, erreichten im folgenden Jahr aber sogleich die Rückkehr in die zweithöchste Spielklasse. 1965 kam Bischofshofen im Österreichischen Cupbewerb mit Erfolgen über SV Post Admira Linz (3:1) und SC Marchegg (1:0) bis in das Viertelfinale des österreichischen Pokalbewers und trotzte dort dem 1. Wiener Neustädter SC zu Hause ein hochverdientes 0:0 ab. In dem dadurch erzwungenen Wiederholungsspiel – Elfmeterschießen gab es noch keines – hatten die Salzburger mit 1:6 in Wiener Neustadt gegen den späteren Pokalfinalisten aber doch das Nachsehen.

### Als dritte Kraft des Bundeslandes in der Regionalliga
Von 1967 bis 1970 krönten sich der SK Bischofshofen als bester Vertreter des Bundeslandes in der 1960 eingeführten Regionalliga West viermal in Folge zum Salzburger Landesmeister. Dieser Titel war damals sehr begehrt und besaß bis in die 1970er-Jahre hinein auch einen hohen sportlichen Stellenwert. Der sogenannte "Landverein" aus Bischofshofen zählte damals schon längst als dritte bestimmende Kraft hinter der sich zum Profiklub gewandelten Austria Salzburg und dem Hauptrivalen um den Landesmeistertitel SAK 1914, wobei es damals durchaus nicht mehr überraschend war, dass die Pongauer zu dieser Zeit weit erfolgreicher waren als die Mannschaft aus der Landeshauptstadt. Den Stellenwert des BSK erkannte man auch daran, dass dieser als dritter Klub des Bundeslandes nach der Austria (Gerngroß) und dem SAK 1914 (Mirabella-Küchen) mit "Tahiti" einen Vereinssponsor präsentieren konnte.
Am Aufstieg in die Nationalliga scheiterte Bischofshofen 1969 und 1970 vorerst noch als Vizemeister an den Vorarlberger Klubs FC Dornbirn und Schwarz-Weiß Bregenz. Am Ende des Spieljahres 1970/71 standen die Pongauer mit sechs Punkten Vorsprung auf den ersten Verfolger BW Feldkirch erstmals an der Spitze der Regionalliga West. Mit dem Aufstieg in die Nationalliga, als erst dritter Salzburger Verein nach der Austria und dem SAK 1914, feierte der Amateurverein aus Bischofshofen seinen bis heute größten Erfolg. Ein weiterer Höhepunkt der Saison war das Heimspiel in der ersten ÖFB-Pokalrunde, in dem die Blau-Weißen dem Erstligisten FK Austria Wien ein Remis abtrotzten (2:2). Im damit erzwungenen Rückspiel in Wien war Bischofshofen allerdings chancenlos und schied mit 1:5 aus dem Cup aus.

### Als Amateurverein in der Nationalliga
In der Profiliga konnte sich der SK Bischofshofen trotz hoher Ambitionen erwartungsgemäß nicht behaupten, immerhin vermochten die Pongauer aber mit einigen Resultaten Aufmerksamkeit zu erregen. Nach einer Auftaktniederlage in Innsbruck erreichte der Verein im ersten Nationalliga-Heimspiel vor 4.000 Zuschauern ein respektables 1:1 gegen den Grazer AK. Der einzige Sieg gelang in der neunten Runde durch ein Tor Fleissners am eigenen BSK-Platz vor 2.000 Zusehern gegen den FC Admira/Wacker. Die weiteren Saisonhöhepunkte neben dem Erfolg gegen die Südstädter waren die beiden einzigen bisher in der ersten Liga zustande gekommenen Salzburger Derbys. Auf der eigenen Anlage führte Bischofshofen am 3. Juni 1972 nach Toren von Gabriel und Hähn gegen den damals aktuellen Vizemeister Austria Salzburg völlig überraschend mit 2:0, ehe diese durch zwei Treffer von Grosser in der letzten Viertelstunde noch ein Remis schaffte. Im Lehener Stadion hingegen hatte die Salzburger Austria am 30. Oktober 1971 einen ungefährdeten 3:1-Erfolg über den kleinen Landverein gefeiert.
Insgesamt eroberten die Pongauer nur acht Punkte aus einem Sieg und sechs Remis (2:2 Vienna, 3:3 LASK, 1:1 Eisenstadt, 0:0 Simmering). Abgesehen von der höchsten Saisonniederlage gegen Eisenstadt (0:6), fielen die Niederlagen der Pongauer gegen die großen Vereine durchaus knapp aus (0:1 auswärts gegen den Rekordmeister Rapid Wien und Grazer AK, 1:2 gegen Austria Wien, SK Sturm Graz und VÖEST Linz).

### Der Abstieg von der zweiten in die fünfte Leistungsstufe
Nach dem Abstieg gelang 1974 als Vizemeister der zweitklassigen Regionalliga (ein Punkt hinter FC Dornbirn) der bis heute letzte Gewinn des Landesmeistertitels. Der zweite Rang reichte auch zur Qualifikation zu der im folgenden Spieljahr 1974/75 neu eingeführten eingleisigen zweiten Bundesliga (damals noch als "Nationalliga" geführt). Dort belegte Bischofshofen den zehnten Platz und stieg erstmals seit 1963 wieder in die dritte Spielstufe (Salzburger Liga) ab. 1978 kam es zur Neueinführung der Regionalliga (damals Alpenliga), wodurch die Salzburger Liga zur vierten Liga degradiert wurde und Bischofshofen damit erstmals in der langen Vereinsgeschichte als viertklassig galten. Von 1985 bis 1988 spielten die Blau-Weißen nochmals für drei Jahre in der Regionalliga West, bevor nach weiteren vier Spieljahren in der Salzburger Liga der Absturz in die damals durch eine Reform nur noch fünftklassige 1. Landesliga folgte. Nach der Reinstallierung der ganzjährigen Regionalliga West zählte diese Liga ab 1997 wieder als vierte Spielstufe. 1999 folgte mit dem Abstieg in die 2. Landesliga Süd der bisher schlimmste Misserfolg in der langen Vereinsgeschichte. Von nun an zählten die Bischofshofener als "echter" Fünftligist. Statt gegen Austria Salzburg, Rapid und Austria Wien zu Nationalligazeiten oder SAK 1914, FC Dornbirn, WSG Wattens in der Regionalliga spielten die Pongauer nunmehr gegen Klubs aus Mühlbach am Hochkönig, Bramberg, Uttendorf, Stuhlfelden und Hüttschlag.
Seither pendelt der SK Bischofshofen beständig zwischen der ersten und zweiten Landesliga. In den Jahren von 2003 bis 2005 reichte es allerdings auch in der 2. Landesliga nur zum Vizemeister hinter TSV St. Johann, SC Mittersill und der SG Saalfelden. Das erklärte Ziel des Traditionsvereins aus dem Pongau ist für die aktuelle Saison 2006/07 der Wiederaufstieg in die 1. Landesliga.

## Höchste Ligenteilnahmen
- 1 × Erste Spielstufe: 1972 (Nationalliga)
- 22 × Zweite Spielstufe: 1951, 1953–1960 (Tauernliga), 1961–1962, 1964–1971, 1973–1974 (Regionalliga West), 1975 (Nationalliga)
- 8 × Dritte Spielstufe: 1950 (Landesklasse), 1952 (1. Klasse), 1963 (Landesliga), 1976–1977 (Salzburger Liga), 1986–1988 (Regionalliga West)
- 4 × Erste regionale Spielstufe: 1946–1949 (Landesklasse Salzburg)

## Titel und Erfolge
- 9 × Salzburger Landesmeister: 1956, 1957, 1966, 1968, 1969, 1970, 1971, 1973, 1974
- 1 × Salzburger Landespokalsieger: 1957
- 3 × Meister 2. Liga: 1956, 1957 (Tauernliga Nord), 1971 (Regionalliga West)
- 3 × Meister 3. Liga: 1950, 1952 (1. Klasse Salzburg), 1963 (Landesliga),
- 1 × Meister 4. Liga: 1985 (1. Landesliga)
- 1 × Meister 5. Liga: 2000 (2. Landesliga Süd)
- 1 × Salzburger Landespokalfinalist: 1956
- 1 × ÖFB-Pokal-Viertelfinalist: 1965

## BSK Ravens
2018 wurde das 2012 als AFC Pongau Ravens gegründete American Footballteam, als eigenständige Sektion aufgenommen.
Diese bestreiten nun seit der Saison 2018 ihre Heimspiele in Bischofshofen.
Die BSK Ravens spielen aktuell in der AFL Division 4.

## Bekannte Spieler
- Franz Aigner (Ehemaliger österreichischer Nationalspieler, UEFA-Cup-Finalist und Bundesligaspieler bei Austria Salzburg und Sturm Graz)
- Anton Aigner (Ehemaliger Bundesligaspieler bei Austria Salzburg)
- Peter Arzböck (11 Länderspiele für die Österreichische Amateur-Nationalmannschaft)
- Erich Brezovsek (11 Länderspiele für die Österreichische Amateur-Nationalmannschaft)
- Norbert Ebster
- Adi Macek (1973–1975)